# Spalliera (musica)

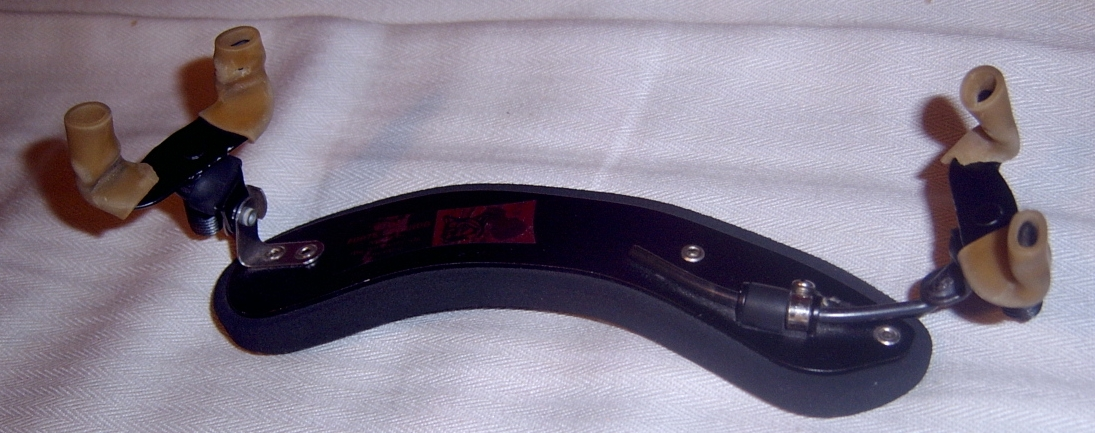
Una spalliera per violino

La spalliera è un accessorio che si utilizza spesso per suonare il violino o la viola. Si tratta di un sostegno collocato tra lo strumento e la spalla dell'esecutore, che serve per facilitare la presa dello strumento e aiutare a mantenere la giusta distanza dalla spalla. La spalliera apparve intorno alla parte centrale del ventesimo secolo.
È un accessorio introdotto nel Novecento e molto diffuso ma non di utilizzo universale, in quanto la sua utilità è legata alle caratteristiche fisiche del musicista.

## Storia
A differenza della mentoniera, altro accessorio dalla funzionalità analoga, la spalliera è una innovazione abbastanza recente nella tecnica strumentale, ed è stata introdotta solo nel XX secolo. La prima testimonianza dell'uso di sostegni inferiori per lo strumento si deve a Pierre Baillot, che nel 1834 suggeriva l'uso di uno spesso fazzoletto o di un cuscino per tenere lo strumento in maniera comoda. La produzione delle spalliere è fiorita a metà del Novecento, con lo sviluppo di molti modelli di vario tipo.

## Meccanica

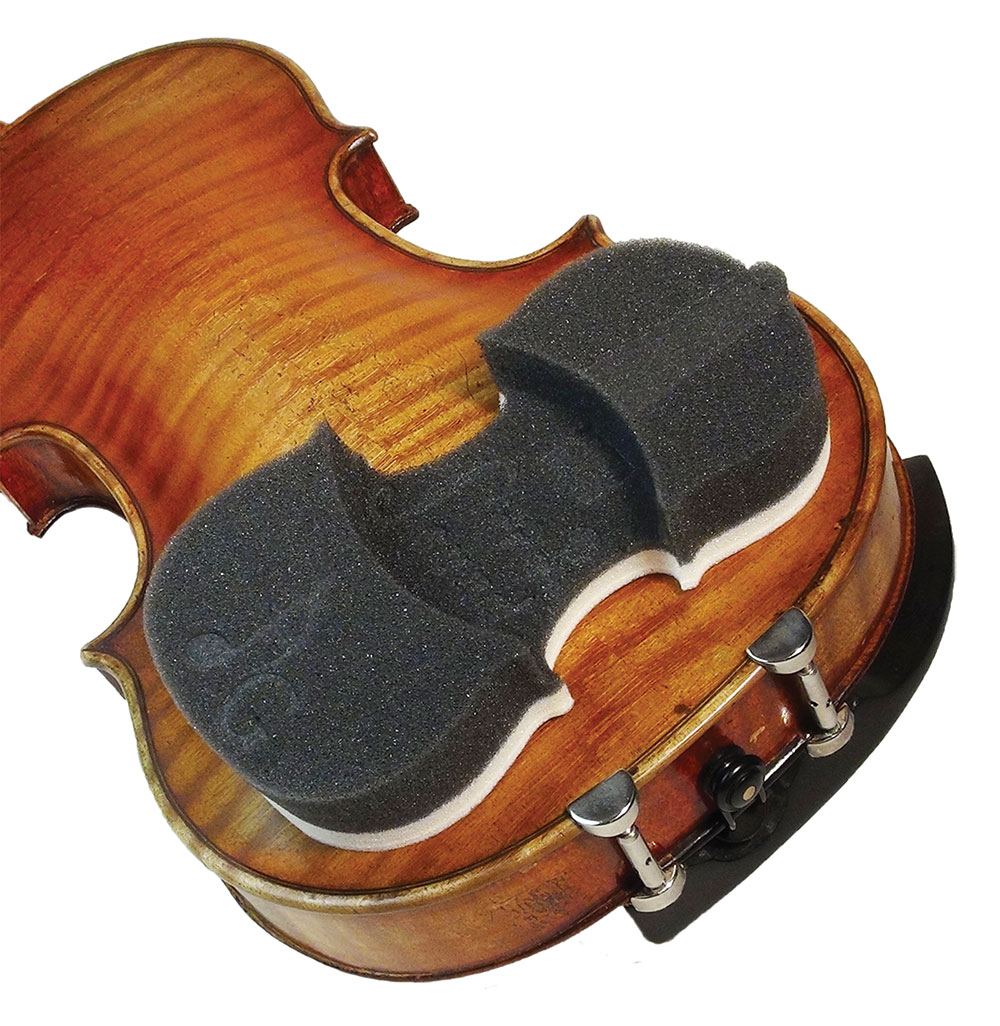
Un cuscino per violino

Esistono molti modelli diversi di sostegno per lo strumento, che vanno da semplici panni o retine in gomma che si agganciano sul bottone (che non forniscono un vero supporto ma garantiscono una buona aderenza evitando che lo strumento scivoli sulla spalla), cuscini (anche gonfiabili) che si appendono al bordo, al bottone o alle punte dello strumento e poggiano sul fondo, fino ai veri supporti rigidi. La spalliera propriamente detta è un sostegno rigido che si aggancia sul bordo del fondo del violino tramite due piedi di altezza regolabile che la mantengono distanziata dallo strumento. I piedi sono foderati in gomma nei punti di contatto con il legno, per non danneggiare lo strumento e garantire una buona aderenza.
Il materiale usato per le spalliere varia a seconda del modello, e può essere tipicamente legno, alluminio, plastica, carbonio, o acciaio, solitamente con un cuscino morbido in materiale spugnoso nella parte che poggia sulla spalla. L'altezza è regolabile e la forma della spalliera segue generalmente la curva della spalla, in alcuni casi con una estensione verso il petto, e alcuni modelli possono essere piegati per personalizzare la curvatura.

## Funzione
Quando si suona uno strumento ad arco senza spalliera gli approcci più comuni prevedono di sostenere lo strumento con il pollice della mano sinistra, che quindi ha mobilità ridotta nei passaggi di posizione discendenti e non può lasciare il manico, oppure sostenere interamente lo strumento con il collo, a volte con l'ausilio di uno spessore sulla clavicola. È importante evitare di sostenere lo strumento alzando la spalla, in quanto comporta una tensione che interferisce con la fluidità tecnica e porta all'insorgenza di problemi muscolari. La spalliera nasce per risolvere questi problemi, fornendo un sostegno stabile per lo strumento e allo stesso tempo mantenendo la spalla rilassata e prevenendo problemi muscolari.
A seconda della corporatura e delle caratteristiche fisiche del musicista può essere necessario uno spessore notevole sopra la spalla per tenere lo strumento correttamente, come quello fornito da una spalliera, oppure al contrario può bastare uno spessore molto minore, come una spugna o un panno, o anche nessuno spessore. Per questo motivo anche la spalliera può creare tensioni muscolari indesiderate e non è sempre un accessorio utile, quando non sconsigliato, per alcuni musicisti, a seconda della corporatura o dell'età.